# Paridade intrínseca
Na mecânica quântica, a paridade intrínseca é um fator de fase que surge como um autovalor de paridade de operação {\displaystyle x_{i}\rightarrow x_{i}'=-x_{i}} (uma reflexão sobre a origem). Para ver de que a paridade do autovalores são fase de fatores, assumimos um estado puro da paridade de operação (isto é realizado porque o paridade intrínseca é uma propriedade de uma espécie da partícula) e usar o fato de que duas transformações de paridades deixam as partículas no mesmo estado, assim, a nova função de onda pode diferir apenas por um fator de fase, por exemplo: {\displaystyle P^{2}\psi =e^{i\phi }\psi }  assim, {\displaystyle P\psi =\pm e^{i\phi /2}\psi }>, já que estas são apenas estados puros satisfazem a equação acima. 
A fase de paridade intrínseca é conservada para as interações não-fracas (o produto das paridades intrínsecas é o mesmo antes e depois da reação). Como {\displaystyle [P,H]=0} o Hamiltoniano é invariante sob uma transformação de paridade. A intrínseca a paridade de um sistema é o produto da intrínseca paridades das partículas, por exemplo, para partículas não-interagentes, temos {\displaystyle P(|1\rangle |2\rangle )=(P|1\rangle )(P|2\rangle )}. Desde que a paridade comuta com o Hamiltoniano e {\displaystyle {\frac {dP}{dt}}=0} seu autovalor não se altera com o tempo, portanto, as  fases da paridades intrínsecas é uma quantidade conservada.
Uma consequência da equação de Dirac é que a paridade intrínseca de fermions e os antifermiones obedecem a relação {\displaystyle P_{\bar {f}}P_{f}=-1} e , portanto, as partículas e suas antipartículas, o contrário de paridade. Únicos léptons jamais podem ser criados ou destruídos em experiências, como o número leptônico é uma quantidade conservada. Isso significa que os experimentos são incapazes de distinguir o sinal de uma paridade de léptons, de modo que, por convenção, é escolhido que léptons tem paridade intrínseca de +1, antileptons tem {\displaystyle P=-1}. Da mesma forma, a paridade dos quarks é escolhido ser o +1, e antiquarks é -1.